# Eulithidium rubrilineatum
Eulithidium rubrilineatum is een slakkensoort uit de familie van de Phasianellidae. De wetenschappelijke naam van de soort is voor het eerst geldig gepubliceerd in 1928 door Strong.